# Арамильский район
Арамильский район — административно-территориальная единица в составе Уральской и Свердловской областей РСФСР, существовавшая в 1923—1932 и 1937—1956 годах. Административный центр — посёлок Арамиль.
Арамильский район был образован в декабре 1923 года в составе Екатеринбургского (с 1924 — Свердловского) округа Уральской области.
В 1930 году округа были упразднены и Арамильский район перешёл в прямое подчинение Уральской области.
В июле 1932 года Арамильский район был упразднён, а его территория передана в подчинение городу Свердловску.
26 июля 1937 года Арамильский район был восстановлен в составе Свердловской области с подчинением непосредственно областному исполнительному комитету
.
10 июля 1938 года Арамильский район был выведен из подчинения Свердловскому горсовету. В состав района входили Арамильский, Бобровский, Большеистокский, Большеседельниковский, Бородулинский, Верхнемакаровский, Горнощитский, Косулинский и Малоистокский с/с. 7 октября Арамиль получил статус рабочего посёлка. Одновременно был образован Патрушевский с/с.
26 мая 1940 года в образован Совхозный с/с, который сразу же был передан в подчинение Свердловского горсовета. 16 июня Верхнее Дуброво получил статус рабочего посёлка. 27 декабря статус рабочего посёлка получил Шабровский.
29 апреля 1943 года статус рабочего посёлка получил Большой Исток. Упразднён Большеистокский с/с.
26 января 1948 года статус рабочего посёлка получил Кольцово. Упразднён Малоистокский с/с.
18 июня 1954 года Большеседельниковский с/с был присоединён к Патрушевскому.
24 мая 1956 года Арамильский район был упразднён. Его территория была включена в Сысертский район, а посёлок Кольцово передан в подчинение Свердловскому горсовету.